# Lista monumentelor istorice din județul Dâmbovița

Simbol utilizat în România pentru monumentele istorice

Lista monumentelor istorice din județul Dâmbovița cuprinde monumentele istorice din județul Dâmbovița înscrise în Patrimoniul cultural național al României. 
Lista completă este menținută și actualizată periodic de către Ministerul Culturii, Cultelor și Patrimoniului Național din România, prin intermediul Institutului Național al Patrimoniului, ultima versiune datând din 2015. Această listă cuprinde și actualizările ulterioare, realizate prin ordin al ministrului culturii.
Datorită numărului mare de monumente, această listă a fost împărțită după localitatea în care se află monumentul. Dacă știți localitatea (satul sau orașul) în care se află monumentul, alegeți localitatea din lista din această pagină. Dacă nu știți localitatea, puteți căuta un monument din județ folosind formularul de mai jos.
| A ↑ A B C D E F G H I Î J K L M N O P Q R S Ș T Ț U V W X Y Z ↓ | A ↑ A B C D E F G H I Î J K L M N O P Q R S Ș T Ț U V W X Y Z ↓ | A ↑ A B C D E F G H I Î J K L M N O P Q R S Ș T Ț U V W X Y Z ↓ | A ↑ A B C D E F G H I Î J K L M N O P Q R S Ș T Ț U V W X Y Z ↓ | A ↑ A B C D E F G H I Î J K L M N O P Q R S Ș T Ț U V W X Y Z ↓ | A ↑ A B C D E F G H I Î J K L M N O P Q R S Ș T Ț U V W X Y Z ↓ | A ↑ A B C D E F G H I Î J K L M N O P Q R S Ș T Ț U V W X Y Z ↓ | A ↑ A B C D E F G H I Î J K L M N O P Q R S Ș T Ț U V W X Y Z ↓ | A ↑ A B C D E F G H I Î J K L M N O P Q R S Ș T Ț U V W X Y Z ↓ | A ↑ A B C D E F G H I Î J K L M N O P Q R S Ș T Ț U V W X Y Z ↓ |
| --------------------------------------------------------------- | --------------------------------------------------------------- | --------------------------------------------------------------- | --------------------------------------------------------------- | --------------------------------------------------------------- | --------------------------------------------------------------- | --------------------------------------------------------------- | --------------------------------------------------------------- | --------------------------------------------------------------- | --------------------------------------------------------------- |
| Adânca                                                          | Aluniș                                                          | Alunișu                                                         | Aninoasa                                                        |                                                                 |                                                                 |                                                                 |                                                                 |                                                                 |                                                                 |
| Aninoșani                                                       |                                                                 |                                                                 |                                                                 |                                                                 |                                                                 |                                                                 |                                                                 |                                                                 |                                                                 |
| B ↑ A B C D E F G H I Î J K L M N O P Q R S Ș T Ț U V W X Y Z ↓ |                                                                 |                                                                 |                                                                 |                                                                 |                                                                 |                                                                 |                                                                 |                                                                 |                                                                 |
| Băcești                                                         | Bădeni                                                          | Bădulești                                                       | Bălănești                                                       |                                                                 |                                                                 |                                                                 |                                                                 |                                                                 |                                                                 |
| Băleni-Români                                                   | Băleni-Sârbi                                                    | Bălteni                                                         | Bănești                                                         |                                                                 |                                                                 |                                                                 |                                                                 |                                                                 |                                                                 |
| Bărăceni                                                        | Bărbuceanu                                                      | Bărbulețu                                                       | Bâldana                                                         |                                                                 |                                                                 |                                                                 |                                                                 |                                                                 |                                                                 |
| Bechinești                                                      | Bela                                                            | Berevoești                                                      | Bezdead                                                         |                                                                 |                                                                 |                                                                 |                                                                 |                                                                 |                                                                 |
| Bilciurești                                                     | Blidari                                                         | Boboci                                                          | Bolovani                                                        |                                                                 |                                                                 |                                                                 |                                                                 |                                                                 |                                                                 |
| Boteni                                                          | Braniștea                                                       | Brădățel                                                        | Brănești                                                        |                                                                 |                                                                 |                                                                 |                                                                 |                                                                 |                                                                 |
| Brăteștii de Jos                                                | Brâncoveanu                                                     | Brebu                                                           | Brezoaele                                                       |                                                                 |                                                                 |                                                                 |                                                                 |                                                                 |                                                                 |
| Brezoaia                                                        | Broșteni (Bezdead)                                              | Broșteni (Produlești)                                           | Broșteni (Vișina)                                               |                                                                 |                                                                 |                                                                 |                                                                 |                                                                 |                                                                 |
| Buciumeni                                                       | Bucșani                                                         | Bujoreanca                                                      | Bumbuia                                                         |                                                                 |                                                                 |                                                                 |                                                                 |                                                                 |                                                                 |
| Bungetu                                                         | Burduca                                                         | Butimanu                                                        | Butoiu de Jos                                                   |                                                                 |                                                                 |                                                                 |                                                                 |                                                                 |                                                                 |
| Butoiu de Sus                                                   |                                                                 |                                                                 |                                                                 |                                                                 |                                                                 |                                                                 |                                                                 |                                                                 |                                                                 |
| C ↑ A B C D E F G H I Î J K L M N O P Q R S Ș T Ț U V W X Y Z ↓ |                                                                 |                                                                 |                                                                 |                                                                 |                                                                 |                                                                 |                                                                 |                                                                 |                                                                 |
| Capu Coastei                                                    | Catanele                                                        | Cazaci                                                          | Călugăreni (Cobia)                                              |                                                                 |                                                                 |                                                                 |                                                                 |                                                                 |                                                                 |
| Călugăreni (Conțești)                                           | Căprioru                                                        | Căpșuna                                                         | Cătunu (Cornești)                                               |                                                                 |                                                                 |                                                                 |                                                                 |                                                                 |                                                                 |
| Cătunu (Sălcioara)                                              | Cândești                                                        | Cândești-Deal                                                   | Cândești-Vale                                                   |                                                                 |                                                                 |                                                                 |                                                                 |                                                                 |                                                                 |
| Cârlănești                                                      | Cetățuia (niciun monument)                                      | Chirca                                                          | Ciocănari                                                       |                                                                 |                                                                 |                                                                 |                                                                 |                                                                 |                                                                 |
| Ciocănești                                                      | Coada Izvorului                                                 | Cobiuța                                                         | Cocani                                                          |                                                                 |                                                                 |                                                                 |                                                                 |                                                                 |                                                                 |
| Cojasca                                                         | Cojocaru                                                        | Cojoiu                                                          | Colacu                                                          |                                                                 |                                                                 |                                                                 |                                                                 |                                                                 |                                                                 |
| Colanu                                                          | Colibași                                                        | Comișani                                                        | Conțești                                                        |                                                                 |                                                                 |                                                                 |                                                                 |                                                                 |                                                                 |
| Copăceni                                                        | Corbii Mari                                                     | Cornățelu                                                       | Cornești                                                        |                                                                 |                                                                 |                                                                 |                                                                 |                                                                 |                                                                 |
| Corni                                                           | Costești                                                        | Costeștii din Deal                                              | Costeștii din Vale                                              |                                                                 |                                                                 |                                                                 |                                                                 |                                                                 |                                                                 |
| Costișata                                                       | Crăciunești                                                     | Crângași                                                        | Crângurile de Jos                                               |                                                                 |                                                                 |                                                                 |                                                                 |                                                                 |                                                                 |
| Crângurile de Sus                                               | Crețu                                                           | Crețulești                                                      | Crevedia                                                        |                                                                 |                                                                 |                                                                 |                                                                 |                                                                 |                                                                 |
| Cricovu Dulce                                                   | Cristeasca                                                      | Crivățu                                                         | Croitori                                                        |                                                                 |                                                                 |                                                                 |                                                                 |                                                                 |                                                                 |
| Crovu                                                           | Cucuteni                                                        | Cuparu                                                          | Cuza Vodă                                                       |                                                                 |                                                                 |                                                                 |                                                                 |                                                                 |                                                                 |
| D ↑ A B C D E F G H I Î J K L M N O P Q R S Ș T Ț U V W X Y Z ↓ |                                                                 |                                                                 |                                                                 |                                                                 |                                                                 |                                                                 |                                                                 |                                                                 |                                                                 |
| Dărmănești                                                      | Dâmbovicioara                                                   | Dârza                                                           | Dealu Frumos                                                    |                                                                 |                                                                 |                                                                 |                                                                 |                                                                 |                                                                 |
| Dealu Mare                                                      | Decindea                                                        | Decindeni                                                       | Diaconești                                                      |                                                                 |                                                                 |                                                                 |                                                                 |                                                                 |                                                                 |
| Dimoiu                                                          | Dobra                                                           | Dobrești                                                        | Doicești                                                        |                                                                 |                                                                 |                                                                 |                                                                 |                                                                 |                                                                 |
| Dospinești                                                      | Dragodana                                                       | Dragodănești                                                    | Dragomirești                                                    |                                                                 |                                                                 |                                                                 |                                                                 |                                                                 |                                                                 |
| Drăgăești-Pământeni                                             | Drăgăești-Ungureni                                              | Dumbrava                                                        | După Deal                                                       |                                                                 |                                                                 |                                                                 |                                                                 |                                                                 |                                                                 |
| F ↑ A B C D E F G H I Î J K L M N O P Q R S Ș T Ț U V W X Y Z ↓ |                                                                 |                                                                 |                                                                 |                                                                 |                                                                 |                                                                 |                                                                 |                                                                 |                                                                 |
| Făgetu                                                          | Fântânele                                                       | Ferestre                                                        | Fețeni                                                          |                                                                 |                                                                 |                                                                 |                                                                 |                                                                 |                                                                 |
| Fieni                                                           | Fierbinți                                                       | Finta Mare                                                      | Finta Veche                                                     |                                                                 |                                                                 |                                                                 |                                                                 |                                                                 |                                                                 |
| Frasin-Deal                                                     | Frasin-Vale                                                     | Frasinu                                                         | Fusea                                                           |                                                                 |                                                                 |                                                                 |                                                                 |                                                                 |                                                                 |
| G ↑ A B C D E F G H I Î J K L M N O P Q R S Ș T Ț U V W X Y Z ↓ |                                                                 |                                                                 |                                                                 |                                                                 |                                                                 |                                                                 |                                                                 |                                                                 |                                                                 |
| Găești                                                          | Gămănești                                                       | Gârleni                                                         | Geangoești                                                      |                                                                 |                                                                 |                                                                 |                                                                 |                                                                 |                                                                 |
| Gemenea-Brătulești                                              | Gheboaia                                                        | Gheboieni                                                       | Ghergani                                                        |                                                                 |                                                                 |                                                                 |                                                                 |                                                                 |                                                                 |
| Gherghești                                                      | Gherghițești                                                    | Ghimpați                                                        | Ghinești                                                        |                                                                 |                                                                 |                                                                 |                                                                 |                                                                 |                                                                 |
| Ghirdoveni                                                      | Glod                                                            | Glodeni                                                         | Glodeni (Pucioasa)                                              |                                                                 |                                                                 |                                                                 |                                                                 |                                                                 |                                                                 |
| Glogoveanu                                                      | Gorgota                                                         | Greci                                                           | Grozăvești                                                      |                                                                 |                                                                 |                                                                 |                                                                 |                                                                 |                                                                 |
| Gulia                                                           | Gura Bărbulețului                                               | Gura Foii                                                       | Gura Ocniței                                                    |                                                                 |                                                                 |                                                                 |                                                                 |                                                                 |                                                                 |
| Gura Șuții                                                      | Gura Vulcanei                                                   | Gușoiu                                                          |                                                                 |                                                                 |                                                                 |                                                                 |                                                                 |                                                                 |                                                                 |
| H ↑ A B C D E F G H I Î J K L M N O P Q R S Ș T Ț U V W X Y Z ↓ |                                                                 |                                                                 |                                                                 |                                                                 |                                                                 |                                                                 |                                                                 |                                                                 |                                                                 |
| Hagioaica                                                       | Hanu lui Pală                                                   | Hăbeni                                                          | Heleșteu                                                        |                                                                 |                                                                 |                                                                 |                                                                 |                                                                 |                                                                 |
| Hodărăști                                                       | Hulubești                                                       |                                                                 |                                                                 |                                                                 |                                                                 |                                                                 |                                                                 |                                                                 |                                                                 |
| I ↑ A B C D E F G H I Î J K L M N O P Q R S Ș T Ț U V W X Y Z ↓ |                                                                 |                                                                 |                                                                 |                                                                 |                                                                 |                                                                 |                                                                 |                                                                 |                                                                 |
| I. L. Caragiale                                                 | Iazu                                                            | Ibrianu                                                         | Iedera de Jos                                                   |                                                                 |                                                                 |                                                                 |                                                                 |                                                                 |                                                                 |
| Iedera de Sus                                                   | Ilfoveni                                                        | Ionești                                                         | Izvoarele                                                       |                                                                 |                                                                 |                                                                 |                                                                 |                                                                 |                                                                 |
| Izvoru (Valea Lungă)                                            | Izvoru (Vișina)                                                 |                                                                 |                                                                 |                                                                 |                                                                 |                                                                 |                                                                 |                                                                 |                                                                 |
| J ↑ A B C D E F G H I Î J K L M N O P Q R S Ș T Ț U V W X Y Z ↓ |                                                                 |                                                                 |                                                                 |                                                                 |                                                                 |                                                                 |                                                                 |                                                                 |                                                                 |
| Jugureni                                                        |                                                                 |                                                                 |                                                                 |                                                                 |                                                                 |                                                                 |                                                                 |                                                                 |                                                                 |
| L ↑ A B C D E F G H I Î J K L M N O P Q R S Ș T Ț U V W X Y Z ↓ |                                                                 |                                                                 |                                                                 |                                                                 |                                                                 |                                                                 |                                                                 |                                                                 |                                                                 |
| Lazuri                                                          | Lăculețe                                                        | Lăculețe-Gară                                                   | Livezile (Glodeni)                                              |                                                                 |                                                                 |                                                                 |                                                                 |                                                                 |                                                                 |
| Livezile (Valea Mare)                                           | Lucianca                                                        | Lucieni                                                         | Ludești                                                         |                                                                 |                                                                 |                                                                 |                                                                 |                                                                 |                                                                 |
| Lunca (Moroeni)                                                 | Lunca (Voinești)                                                | Lungulețu                                                       |                                                                 |                                                                 |                                                                 |                                                                 |                                                                 |                                                                 |                                                                 |
| M ↑ A B C D E F G H I Î J K L M N O P Q R S Ș T Ț U V W X Y Z ↓ |                                                                 |                                                                 |                                                                 |                                                                 |                                                                 |                                                                 |                                                                 |                                                                 |                                                                 |
| Malu Mierii                                                     | Malu cu Flori                                                   | Malurile                                                        | Manga                                                           |                                                                 |                                                                 |                                                                 |                                                                 |                                                                 |                                                                 |
| Matraca                                                         | Mavrodin                                                        | Măgura (Bezdead)                                                | Măgura (Hulubești)                                              |                                                                 |                                                                 |                                                                 |                                                                 |                                                                 |                                                                 |
| Mănăstirea                                                      | Mănești                                                         | Mărcești                                                        | Mărginenii de Sus                                               |                                                                 |                                                                 |                                                                 |                                                                 |                                                                 |                                                                 |
| Mărunțișu                                                       | Mătăsaru                                                        | Mânăstioara                                                     | Mânăstirea                                                      |                                                                 |                                                                 |                                                                 |                                                                 |                                                                 |                                                                 |
| Mânjina                                                         | Meișoare                                                        | Mereni (Conțești)                                               | Mereni (Titu)                                                   |                                                                 |                                                                 |                                                                 |                                                                 |                                                                 |                                                                 |
| Merii                                                           | Merișoru                                                        | Mesteacăn                                                       | Micloșanii Mari                                                 |                                                                 |                                                                 |                                                                 |                                                                 |                                                                 |                                                                 |
| Micloșanii Mici                                                 | Miculești                                                       | Mija                                                            | Miloșari                                                        |                                                                 |                                                                 |                                                                 |                                                                 |                                                                 |                                                                 |
| Mircea Vodă                                                     | Mislea                                                          | Miulești                                                        | Moara Nouă                                                      |                                                                 |                                                                 |                                                                 |                                                                 |                                                                 |                                                                 |
| Moara din Groapă                                                | Mogoșani                                                        | Mogoșești                                                       | Moreni                                                          |                                                                 |                                                                 |                                                                 |                                                                 |                                                                 |                                                                 |
| Moroeni                                                         | Morteni                                                         | Moșia Mică                                                      | Moțăieni                                                        |                                                                 |                                                                 |                                                                 |                                                                 |                                                                 |                                                                 |
| Movila (Niculești)                                              | Movila (Sălcioara)                                              | Mușcel                                                          |                                                                 |                                                                 |                                                                 |                                                                 |                                                                 |                                                                 |                                                                 |
| N ↑ A B C D E F G H I Î J K L M N O P Q R S Ș T Ț U V W X Y Z ↓ |                                                                 |                                                                 |                                                                 |                                                                 |                                                                 |                                                                 |                                                                 |                                                                 |                                                                 |
| Neajlovu                                                        | Nicolaești                                                      | Niculești                                                       | Nisipurile                                                      |                                                                 |                                                                 |                                                                 |                                                                 |                                                                 |                                                                 |
| Nucet                                                           |                                                                 |                                                                 |                                                                 |                                                                 |                                                                 |                                                                 |                                                                 |                                                                 |                                                                 |
| O ↑ A B C D E F G H I Î J K L M N O P Q R S Ș T Ț U V W X Y Z ↓ |                                                                 |                                                                 |                                                                 |                                                                 |                                                                 |                                                                 |                                                                 |                                                                 |                                                                 |
| Ochiuri                                                         | Ocnița                                                          | Odaia Turcului                                                  | Odobești                                                        |                                                                 |                                                                 |                                                                 |                                                                 |                                                                 |                                                                 |
| Olteni (Lucieni)                                                | Olteni (Uliești)                                                | Oncești                                                         | Oreasca                                                         |                                                                 |                                                                 |                                                                 |                                                                 |                                                                 |                                                                 |
| P ↑ A B C D E F G H I Î J K L M N O P Q R S Ș T Ț U V W X Y Z ↓ |                                                                 |                                                                 |                                                                 |                                                                 |                                                                 |                                                                 |                                                                 |                                                                 |                                                                 |
| Pădureni                                                        | Pătroaia-Deal                                                   | Pătroaia-Vale                                                   | Perșinari                                                       |                                                                 |                                                                 |                                                                 |                                                                 |                                                                 |                                                                 |
| Petrești                                                        | Petrești (Corbii Mari)                                          | Piatra                                                          | Picior de Munte                                                 |                                                                 |                                                                 |                                                                 |                                                                 |                                                                 |                                                                 |
| Pietrari                                                        | Pietroșița                                                      | Pitaru                                                          | Plopu                                                           |                                                                 |                                                                 |                                                                 |                                                                 |                                                                 |                                                                 |
| Podu Corbencii                                                  | Podu Cristinii                                                  | Podu Rizii                                                      | Poiana                                                          |                                                                 |                                                                 |                                                                 |                                                                 |                                                                 |                                                                 |
| Poienița                                                        | Poroinica                                                       | Postârnacu                                                      | Potlogeni-Deal                                                  |                                                                 |                                                                 |                                                                 |                                                                 |                                                                 |                                                                 |
| Potlogeni-Vale                                                  | Potlogi                                                         | Potocelu                                                        | Priboiu (Brănești)                                              |                                                                 |                                                                 |                                                                 |                                                                 |                                                                 |                                                                 |
| Priboiu (Tătărani)                                              | Priseaca                                                        | Produlești                                                      | Pucheni                                                         |                                                                 |                                                                 |                                                                 |                                                                 |                                                                 |                                                                 |
| Pucheni (Moroeni)                                               | Pucioasa                                                        | Pucioasa-Sat                                                    | Puntea de Greci                                                 |                                                                 |                                                                 |                                                                 |                                                                 |                                                                 |                                                                 |
| Puțu cu Salcie                                                  |                                                                 |                                                                 |                                                                 |                                                                 |                                                                 |                                                                 |                                                                 |                                                                 |                                                                 |
| R ↑ A B C D E F G H I Î J K L M N O P Q R S Ș T Ț U V W X Y Z ↓ |                                                                 |                                                                 |                                                                 |                                                                 |                                                                 |                                                                 |                                                                 |                                                                 |                                                                 |
| Raciu                                                           | Racovița                                                        | Ragu                                                            | Răcari                                                          |                                                                 |                                                                 |                                                                 |                                                                 |                                                                 |                                                                 |
| Răscăeți                                                        | Rățești                                                         | Rățoaia                                                         | Răzvad                                                          |                                                                 |                                                                 |                                                                 |                                                                 |                                                                 |                                                                 |
| Râncăciov                                                       | Râu Alb de Jos                                                  | Râu Alb de Sus                                                  | Românești                                                       |                                                                 |                                                                 |                                                                 |                                                                 |                                                                 |                                                                 |
| Runcu                                                           |                                                                 |                                                                 |                                                                 |                                                                 |                                                                 |                                                                 |                                                                 |                                                                 |                                                                 |
| S ↑ A B C D E F G H I Î J K L M N O P Q R S Ș T Ț U V W X Y Z ↓ |                                                                 |                                                                 |                                                                 |                                                                 |                                                                 |                                                                 |                                                                 |                                                                 |                                                                 |
| Samurcași                                                       | Saru                                                            | Satu Nou                                                        | Săbiești                                                        |                                                                 |                                                                 |                                                                 |                                                                 |                                                                 |                                                                 |
| Săcueni                                                         | Sălcioara                                                       | Sălcioara (Mătăsaru)                                            | Sălcuța                                                         |                                                                 |                                                                 |                                                                 |                                                                 |                                                                 |                                                                 |
| Săteni                                                          | Săvești                                                         | Scheiu de Jos                                                   | Scheiu de Sus                                                   |                                                                 |                                                                 |                                                                 |                                                                 |                                                                 |                                                                 |
| Schela                                                          | Serdanu                                                         | Siliștea (Raciu)                                                | Siliștea (Runcu)                                                |                                                                 |                                                                 |                                                                 |                                                                 |                                                                 |                                                                 |
| Slobozia                                                        | Slobozia Moară                                                  | Speriețeni                                                      | Stavropolia                                                     |                                                                 |                                                                 |                                                                 |                                                                 |                                                                 |                                                                 |
| Stănești                                                        | Stătești                                                        | Stratonești                                                     | Străoști                                                        |                                                                 |                                                                 |                                                                 |                                                                 |                                                                 |                                                                 |
| Suduleni                                                        | Sultanu                                                         | Suseni-Socetu                                                   |                                                                 |                                                                 |                                                                 |                                                                 |                                                                 |                                                                 |                                                                 |
| Ș ↑ A B C D E F G H I Î J K L M N O P Q R S Ș T Ț U V W X Y Z ↓ |                                                                 |                                                                 |                                                                 |                                                                 |                                                                 |                                                                 |                                                                 |                                                                 |                                                                 |
| Șelaru                                                          | Șerbăneasa                                                      | Șipot                                                           | Șotânga                                                         |                                                                 |                                                                 |                                                                 |                                                                 |                                                                 |                                                                 |
| Ștubeie Tisa                                                    | Șuța Seacă                                                      | Șuvița                                                          |                                                                 |                                                                 |                                                                 |                                                                 |                                                                 |                                                                 |                                                                 |
| T ↑ A B C D E F G H I Î J K L M N O P Q R S Ș T Ț U V W X Y Z ↓ |                                                                 |                                                                 |                                                                 |                                                                 |                                                                 |                                                                 |                                                                 |                                                                 |                                                                 |
| Tărtășești                                                      | Tătărani                                                        | Târgoviște                                                      | Teiș                                                            |                                                                 |                                                                 |                                                                 |                                                                 |                                                                 |                                                                 |
| Telești                                                         | Tețcoiu                                                         | Titu                                                            | Toculești                                                       |                                                                 |                                                                 |                                                                 |                                                                 |                                                                 |                                                                 |
| Tomșani                                                         | Tunari                                                          |                                                                 |                                                                 |                                                                 |                                                                 |                                                                 |                                                                 |                                                                 |                                                                 |
| U ↑ A B C D E F G H I Î J K L M N O P Q R S Ș T Ț U V W X Y Z ↓ |                                                                 |                                                                 |                                                                 |                                                                 |                                                                 |                                                                 |                                                                 |                                                                 |                                                                 |
| Udrești                                                         | Uliești                                                         | Ulmetu                                                          | Ulmi                                                            |                                                                 |                                                                 |                                                                 |                                                                 |                                                                 |                                                                 |
| Ungureni (Butimanu)                                             | Ungureni (Corbii Mari)                                          | Ungureni (Cornești)                                             | Ungureni (Dragomirești)                                         |                                                                 |                                                                 |                                                                 |                                                                 |                                                                 |                                                                 |
| Urseiu                                                          | Urziceanca                                                      |                                                                 |                                                                 |                                                                 |                                                                 |                                                                 |                                                                 |                                                                 |                                                                 |
| V ↑ A B C D E F G H I Î J K L M N O P Q R S Ș T Ț U V W X Y Z ↓ |                                                                 |                                                                 |                                                                 |                                                                 |                                                                 |                                                                 |                                                                 |                                                                 |                                                                 |
| Vadu Stanchii                                                   | Valea                                                           | Valea Caselor                                                   | Valea Dadei                                                     |                                                                 |                                                                 |                                                                 |                                                                 |                                                                 |                                                                 |
| Valea Largă                                                     | Valea Leurzii                                                   | Valea Lungă-Cricov                                              | Valea Lungă-Gorgota                                             |                                                                 |                                                                 |                                                                 |                                                                 |                                                                 |                                                                 |
| Valea Lungă-Ogrea                                               | Valea Mare                                                      | Valea Mare (Cândești)                                           | Valea Mare (Valea Lungă)                                        |                                                                 |                                                                 |                                                                 |                                                                 |                                                                 |                                                                 |
| Valea Morii                                                     | Valea Voievozilor                                               | Valea lui Dan                                                   | Văcărești                                                       |                                                                 |                                                                 |                                                                 |                                                                 |                                                                 |                                                                 |
| Văleni-Dâmbovița                                                | Vârfureni                                                       | Vârfuri                                                         | Viforâta                                                        |                                                                 |                                                                 |                                                                 |                                                                 |                                                                 |                                                                 |
| Viișoara                                                        | Vișina                                                          | Vișinești                                                       | Vizurești                                                       |                                                                 |                                                                 |                                                                 |                                                                 |                                                                 |                                                                 |
| Vlădeni                                                         | Vlăsceni                                                        | Voia                                                            | Voinești                                                        |                                                                 |                                                                 |                                                                 |                                                                 |                                                                 |                                                                 |
| Vulcana-Băi                                                     | Vulcana-Pandele                                                 | Vulcana de Sus                                                  | Vultureanca                                                     |                                                                 |                                                                 |                                                                 |                                                                 |                                                                 |                                                                 |
| Z ↑ A B C D E F G H I Î J K L M N O P Q R S Ș T Ț U V W X Y Z ↓ |                                                                 |                                                                 |                                                                 |                                                                 |                                                                 |                                                                 |                                                                 |                                                                 |                                                                 |
| Zăvoiu                                                          | Zidurile                                                        |                                                                 |                                                                 |                                                                 |                                                                 |                                                                 |                                                                 |                                                                 |                                                                 |